# Critics' Choice Super Awards
Los Critics' Choice Super Awards son una ceremonia anual de premios otorgados por la Broadcast Film Critics Association a la excelencia en el cine y la televisión dentro de los géneros de acción, superhéroes, horror, ciencia ficción, fantasía y animación. Fueron creados como una alternativa a los Premios de la Crítica Cinematográfica para reconocer a los géneros que generalmente son ignorados por las grandes premiaciones.

## Historia
Los Critics' Choice Super Awards fueron anunciados el 12 de octubre de 2020 por la Broadcast Film Critics Association. De acuerdo con el presidente de la asociación, Joey Berlin, los premios fueron creados con la intención de «reconocer la brillantez, creatividad y excelencia artística dentro de los géneros que, por mucho tiempo, han sido ignorados por otras premiaciones». La ceremonia inaugural se llevó a cabo el 10 de enero de 2021 de manera virtual a causa de la pandemia de COVID-19 y fue emitida a través de The CW.

## Proceso de votación
El período de elegibilidad para los Critics' Choice Super Awards va desde el 1 de enero al 31 de diciembre de cada año, fecha en la que debe ser lanzada la película o emitida la serie a considerar. Cada distribuidor tiene desde el 12 de octubre hasta el 8 de noviembre para enviar a sus candidatos. Desde el 9 hasta el 18 de noviembre, el comité de nominaciones vota para escoger a los nominados en cada categoría, cuyo número puede variar entre 5 y 8. Los nominados son anunciados el 19 de noviembre y la votación para seleccionar al ganador entre el 4 y el 6 de diciembre. Los ganadores son escogidos por un grupo selecto de críticos especializados miembros de la Broadcast Film Critics Association y se deciden por mayoría simple. Los ganadores son anunciados el día de la ceremonia, la cual tiene lugar el segundo domingo de enero.

## Categorías
| Cine - Mejor película de acción - Mejor actor en una película de acción - Mejor actriz en una película de acción - Mejor película animada - Mejor actor de voz en una película animada - Mejor actriz de voz en una película animada - Mejor película de superhéroes - Mejor actor en una película de superhéroes - Mejor actriz en una película de superhéroes - Mejor película de horror - Mejor actor en una película de horror - Mejor actriz en una película de horror - Mejor película de ciencia ficción/fantasía - Mejor actor en una película de ciencia ficción/fantasía - Mejor actriz en una película de ciencia ficción/fantasía - Mejor villano en una película (cualquier género) | Televisión - Mejor serie de acción - Mejor actor en una serie de acción - Mejor actriz en una serie de acción - Mejor serie animada - Mejor actor de voz en una serie animada - Mejor actriz de voz en una serie animada - Mejor serie de superhéroes - Mejor actor en una serie de superhéroes - Mejor actriz en una serie de superhéroes - Mejor serie de horror - Mejor actor en una serie de horror - Mejor actriz en una serie de horror - Mejor serie de ciencia ficción/fantasía - Mejor actor en una serie de ciencia ficción/fantasía - Mejor actriz en una serie de ciencia ficción/fantasía - Mejor villano en una serie (cualquier género) |

Especiales
- Premio al Legado

## Lista de ceremonias
| Edición | Fecha               | Acción               | Acción     | Animación | Animación       | Ciencia ficción/fantasía          | Ciencia ficción/fantasía    | Horror                | Horror            | Superhéroe                          | Superhéroe     | Ref.        |
| Edición | Fecha               | Película             | Serie      | Película  | Serie           | Película                          | Serie                       | Película              | Serie             | Película                            | Serie          | Ref.        |
| ------- | ------------------- | -------------------- | ---------- | --------- | --------------- | --------------------------------- | --------------------------- | --------------------- | ----------------- | ----------------------------------- | -------------- | ----------- |
| 1       | 10 de enero de 2021 | Da 5 Bloods          | Vikings    | Soul      | BoJack Horseman | Palm Springs                      | The Mandalorian             | The Invisible Man     | Lovecraft Country | The Old Guard                       | The Boys       | [ 3 ]       |
| 2       | 17 de marzo de 2022 | No Time to Die       | Squid Game | N/A       | N/A             | Dune                              | Station Eleven              | A Quiet Place Part II | Yellowjackets     | Spider-Man: No Way Home             | WandaVision    | [ 4 ]       |
| 3       | 16 de marzo de 2023 | Top Gun: Maverick    | Cobra Kai  | N/A       | N/A             | Everything Everywhere All at Once | Andor y Stranger Things     | Barbarian             | Wednesday         | The Batman                          | The Boys       | [ 5 ]       |
| 4       | 4 de abril de 2024  | John Wick: Chapter 4 | Reacher    | -         | -               | Godzilla Minus One                | Black Mirror: Joan Is Awful | Talk ti Me            | The Last of us    | Spider-Man: Across the Spider-Verse | The Last of Us | [ 6 ] [ 7 ] |
| 5       | 9 de agosto de 2025 |                      |            |           |                 |                                   |                             |                       |                   |                                     |                |             |

## Mayores ganadores
| Año  | Película                             | Premios ganados |
| ---- | ------------------------------------ | --------------- |
| 2021 | Palm Springs                         | 3               |
| 2021 | Soul                                 | 3               |
| 2022 | Spider-Man: No Way Home              | 3               |
| 2023 | Everything Everywhere All at Once    | 3               |
| 2024 | Misión Imposible: Sentencia Mortal 1 | 2               |

| Año  | Serie       | Premios ganados |
| ---- | ----------- | --------------- |
| 2021 | The Boys    | 4               |
| 2022 | Squid Game  | 3               |
| 2022 | WandaVision | 3               |
| 2023 |             |                 |